# Chayanan Khamphala
Chayanan Khamphala (thailändisch ชยานันท์ คำภาหล้า; * 22. Mai 1999 in Khon Kaen), auch als Tar bekannt, ist ein thailändischer Fußballspieler.

## Karriere
Chayanan Khamphala stand von mindestens 2020 beim Nongbua Pitchaya FC unter Vertrag. Der Verein aus Nong Bua Lamphu spielte in der zweiten Liga, der Thai League 2. Die Saison 2020/21 wurde er an den Drittligisten Songkhla FC ausgeliehen. Mit dem Verein aus Songkhla spielte er in der Southern Region der Liga. Nach der Ausleihe kehrte er im März 2021 nach Nong Bua zurück. Am Ende der Saison 2020/21 stieg Nongbua als Meister der zweiten Liga in die erste Liga auf. In der ersten Liga kam er nicht zum Einsatz. Ende August 2022 wechselte er zum Drittligisten Udon United FC. Der Verein aus Udon Thani spielte in der North/Eastern Region der Liga. Nach der Hinserie, in der er nicht zum Einsatz kam, wurde sein Vertrag aufgelöst. Wo er von Dezember 2022 bis Juni 2023 unter Vertrag stand, ist unbekannt. Am 1. Juli 2023 verpflichtete ihn der Drittligaaufsteiger Khelang United FC. Mit dem Verein aus Lampang spielte er 13-mal in der Northern Region der Liga. Nach einer Spielzeit wechselte er im Sommer 2024 zum Zweitligisten Lampang FC.
Sein Zweitligadebüt gab Khamphala am 25. August 2024 (3. Spieltag) im Auswärtsspiel gegen den Kasetsart FC. Bei dem 2:0-Auswärtssieg stand er in der Startelf und spielte die kompletten 90 Minuten.